# Dante Rivas
Dante Rafael Rivas Quijada (Isla de Margarita, 19 de enero de 1975) es un político y geógrafo venezolano. Ha ocupado varios cargos gubernamentales, Ministro del Poder Popular para el Comercio Nacional (2014), Ministro del Poder Popular para la Pesca y Acuicultura (2018-2020) y actualmente es diputado a la Asamblea Nacional de Venezuela por el estado Nueva Esparta. 
Dante es egresado de la Universidad de los Andes (ULA), quien estuvo dentro del programa de beca trabajo.

## Biografía
Nace en el estado Nueva Esparta. Estudió en la Universidad de los Andes (estado Mérida) con el programa de beca trabajo para estudiantes de bajos recursos, allí laboraba como vigilante. Es casado con una mujer ecuatoriana.

## Carrera política

### Gobierno de Nicolás Maduro
El 21 de abril de 2013, en cadena nacional, fue designado como Ministro del Poder Popular para el Ambiente del gobierno bolivariano de Venezuela, durante la administración de Nicolás Maduro.

### Candidato a la Alcaldía del Municipio Mariño (2013)
El 4 de agosto de 2013, en un acto fue seleccionado como candidato para la Alcaldía del Municipio Mariño (Porlamar) del estado Nueva Esparta. Luego, en las elecciones municipales del 8 de diciembre, seria derrotado por el candidato de la Mesa de la Unidad Democrática (MUD), Alfredo Díaz, con el 54,35% de los votos.
|  | 54,35% |

|  | 44,95% |

|  | 0,36% |

### Actividad posterior
El 3 de febrero de 2014, se convierte en Ministro del Poder Popular para el Comercio del gobierno bolivariano de Venezuela y, posteriormente, seria designado Superintendente de la Sundde. Luego, el 2 de septiembre, es nombrado Autoridad Única Nacional en Trámites y Permisología, con el objetivo de reorganizar los estudios, trabajos y modelos burocráticos; además de aplicar métodos tecnológicos para tramitaciones.
El 14 de junio de 2018, es designado Ministro del Poder Popular para la Pesca y Acuicultura del gobierno venezolano. Fue además elegido por el presidente Maduro como protector del estado Nueva Esparta.

### Candidato a la Gobernación del Estado Nueva Esparta (2021)
En las elecciones del 21 de noviembre de 2021, Dante seria candidato a la gobernación del estado Nueva Esparta por el Partido Socialista Unido de Venezuela, sin embargo, no resultó electo y fue derrotado por Morel Rodríguez, del partido Fuerza Vecinal y la Alianza Democrática, con el 42,48% de los votos.
|  | 42,48% |

|  | 39,21% |

|  | 18,31% |